# 蘭德韋爾運河

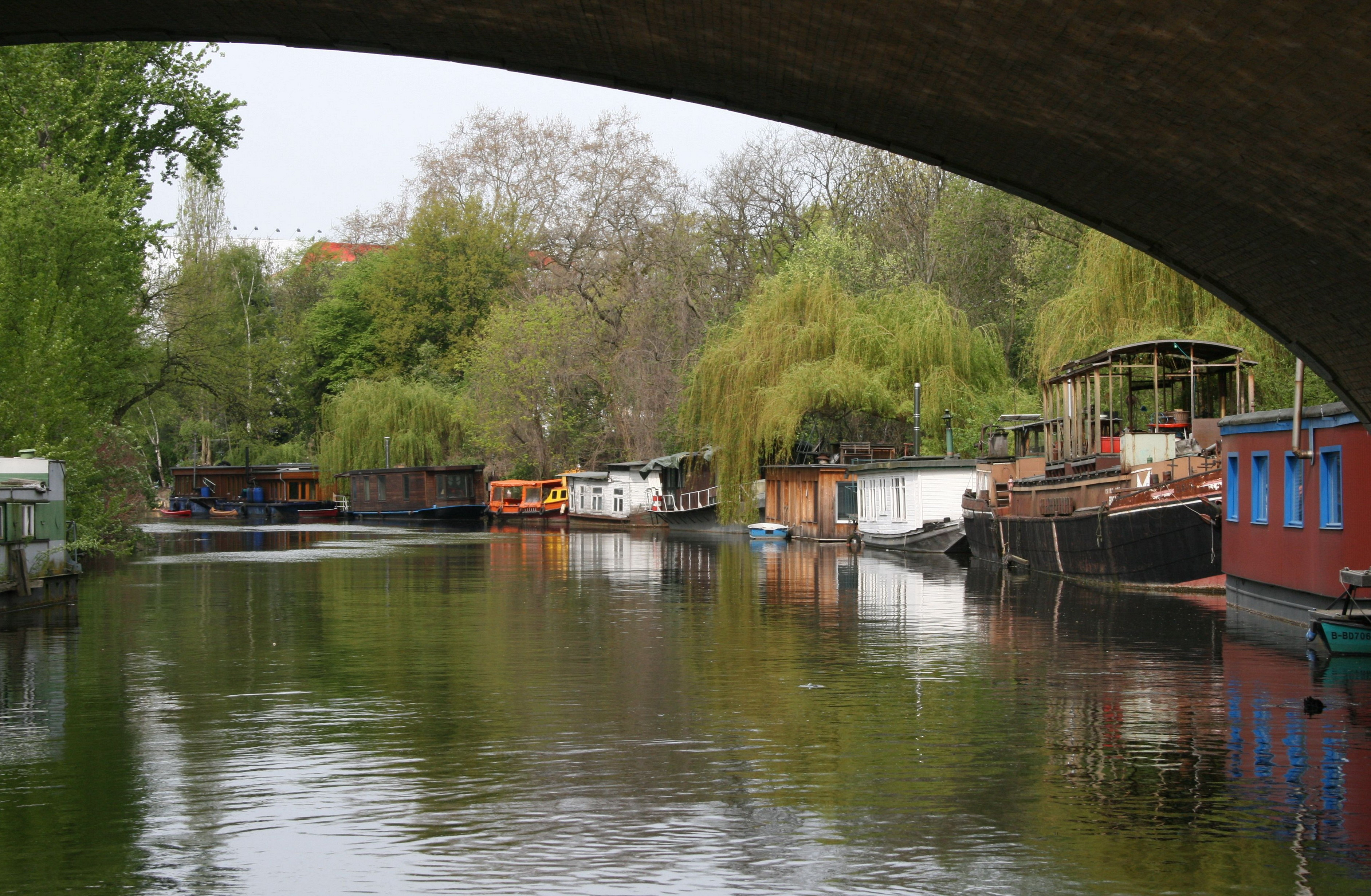
蘭德韋爾運河

兰德韦尔运河（德語：Landwehrkanal）是位于德国柏林的一条长10.7公里的运河，与施普雷河平行，由彼得·约瑟夫·莱内设计，建于1845-1850年间。该运河在腓特烈斯海恩街区联通施普雷河上游，在夏洛滕堡联通施普雷河下游，而且又流经克罗伊茨贝格和蒂尔加滕两个街区。